# 대한리무진
대한리무진(大韓-)은 전주시에 연고를 두고 있는 전북특별자치도의 공항버스 업체이다. 영업소 및 사업자 등록은 전북특별자치도 전주시 덕진구 금암동에 두고 있으며 차량면허도 전북면허를 사용하고 있다.

## 역사
1972년 처음으로 KTB 지사를 인수하면서 대한관광여행사로 발족한 것이 시초다. 1980년 전세버스 운송사업 인가를 받았으며, 1983년 교통부 제197호 일반여행업에 등록되었으며, 1990년 IATA에 가입해 국제선 BSP대리점으로 활약하기 시작하였다. 또 같은해에 ECONO 탐라 특급상품을 개발하여 현재까지 패키지 상품으로 정착되었으며, 1996년 12월 공항버스 인가를 받았다. 2001년 3월부터 인천국제공항의 개항으로 공항버스 노선이 연장되었다.

## 운행 노선

### 공항버스
| 운행노선                          | 운행구간           | 운행구간 | 운행구간     | 경유지                    | 배차 간격 (분) | 시간표                                        |
| --------------------------------- | ------------------ | -------- | ------------ | ------------------------- | -------------- | --------------------------------------------- |
| 전주(리무진터미널) → 인천국제공항 | 전주(리무진터미널) | →        | 인천국제공항 | 무정차                    | 3회            | 01:30, 02:20, 11:30                           |
| 전주(리무진터미널) → 인천국제공항 | 전주(리무진터미널) | →        | 인천국제공항 | 익산 나들목, 김포국제공항 | 24회           | 첫차: 01:00(전주 기준) 막차: 19:00(전주 기준) |

## 운행 차량

#### 현대자동차
- 현대 뉴 프리미엄 유니버스 익스프레스 노블
- 현대 뉴 프리미엄 유니버스 노블